# Ed, Edd și Eddy (sezonul 1)
Primul sezon din serialul Ed, Edd și Eddy a fost difuzat în Statele Unite între 4 ianuarie 1999 și 29 martie 1999 pe Cartoon Network, iar în Regatul Unit primul episod a fost difuzat în 15 martie 1999.

## Lansare pe DVD-uri
Între 2005 și 2007 au fost lansate 3 DVD-uri: două jumătăți intitulate Edifying Ed-Ventures (română Aventurile Ed-ificatoare), lansat în 10 mai 2005, respectiv Fools' Par-Ed-Ise (română Paradisul Fraiezilor) în 21 martie 2006. Sezonul complet și-a făcut apariția în 10 octombrie 2006.

## Distribuție
Matt Hill, Samuel Vincent și Tony Sampson au dat glas personajelor Ed, Dublu D și Eddy. David Paul Grove l-a dublat pe Jonny, iar Keenan Christenson pe Jimmy. La fel pentru Sarah (Janyse Jaud), Kevin (Kathleen Barr), Nazz (Tabitha St. Germain), Rolf (Peter Kelamis), May (Erin Fitzgerald), Marie (Kathleen Barr) și Lee (Janyse Jaud)

## Recepție
Primul sezon din Ed, Edd și Eddy a fost în SUA unul din desenele cu cele mai mari ratinguri de pe Cartoon Network. Rămâne cea mai lungă serie originală a CN, și în prezent este cel mai lung serial animat produs în Canada. Conform Lindei Simensky de la revista canadiană Take One, sezonul 1 „s-a descurcat remarcabil în ceea ce privește rating-ul”. Revista Animation World a dedicat o recenzie pozitivă sezonului, lăudând structura narativă, animația și umorul, cu câțiva dintre recenzori „râzând cu lacrimi”, numindu-l un „serial proasppăt cu moduri de abordare diferite”. Antonucci a câștigat Premiul Reuben pentru „Cel mai bun serial animat televizat” pentru acest sezon.

## Episoadele
În descrierea episoadelor apare titlul tradus în limba română de studioul de dublaj. 
| |                                                   |                   |  |  |  |  |
| 1 | „The Ed-Touchables / Nagged to Ed”                | 4 ianuarie 1999   |  |  |  |  |
| The Ed-Touchables: Lucruri lipsesc din orașul cul-de-sac, printre care lupa lui Double D și păpușa lui Sarah. Ezii încearcă să rezolve misterul pentru bani. Cicăleală: Expediția lunară după insecte a lui Double D se transformă într-un coșmar când Ezii sfârșesc blocați în parcul de rulote ca oaspeți ai surorilor Kanker, care s-au mutat recent în cartier. |                                                   |                   |  |  |  |  |
| 2 | „Pop Goes the Ed / Over Your Ed”                  | 11 ianuarie 1999  |  |  |  |  |
| Ed pus la apă: Fiind caniculă, Ezii decid să vină la petrecerea cu aspersoare a lui Nazz. După ce și-au pierdut slipii (mâncați, intrați la apă), rămân în piscină până la miezul nopții, înghețând de frig. Ed cel șmecher: Ezii au făcut o farsă banală, dar Ed distruge totul. Ezii sugerează să-l spele pe Ed și îi dau o nouă înfățișare. Totul merge bine până apar surorile Kanker. |                                                   |                   |  |  |  |  |
| 3 | „Sir Ed-a-Lot / A Pinch to Grow An Ed”            | 18 ianuarie 1999  |  |  |  |  |
| Ciupește și crește un Ed: Eddy este batjocorit din cauză că este scund, așa că Dublu D îi confecționează o pereche de „ciubote cu lift”. Totul merge bine până apar surorile Kankers. Sir Ed: Edd și Eddy sunt pregătiți pentru o nouă zi de făcut farse, dar Ed este ocupat cu îngrijirea surorii sale Sarah, care joacă rolul de regină. Ceilalți doi ajung la casa lui Ed iar Sarah se poartă cu toți trei de parc-ar fi argați. Când vine prințul Jimmy, lucrurile scapă de sub control. |                                                   |                   |  |  |  |  |
| 4 | „Read All About Ed / Quick Shot Ed”               | 25 ianuarie 1999  |  |  |  |  |
| Citiți Totul Despre Ed: Eddy este trezit de Rolf care tunde iarba din fața casei lui Eddy cu tractorul. Dublu D aduce în discuție ideea împărțirii ziarelor, pe care Eddy o transformă într-o afacere. După ce realizează că este greu să-mpartă ziarele manual, construiesc o mașinărie care le împarte automat, cu Ed conducând-o. Aceasta se lovește de trotuar iar mașinăria se strică. Mai mult, începe să plouă, iar ziarele li se topesc. Ed Fotograf: Ezii găsesc în podul lui Eddy o cameră de fotografiat cu care plănuiesc să facă poze fiecărui copil din vecini pentru a le include într-un calendar pe care să-l vândă acestora. Planul lor se dovedește greu de pus în aplicare. Cei trei sunt urmăriți de Kevin până la canalizare, care-i duce pe Ezi la parcul de rulote unde se află și rulota surorilor Kanker. Aceștia sfârșesc puși pe sfoară și machiați, cu Jimmy și Sarah făcându-le o poză. |                                                   |                   |  |  |  |  |
| 5 | „An Ed Too Many / Ed-n-Seek”                      | 1 februarie 1999  |  |  |  |  |
| Trifoi Cu 4 Ed: Sarah se-ndrăgoște de Dublu D, și îl urmează oriunde merg Ezii, spre disperarea lui Eddy. El și Ed reușesc să pună capăt problemei împăcându-i pe Sarah și Jimmy. De-A V-Ati Ascuns: Copiii din cul-de-sac se joacă de-a v-ați ascunselea, iar Ezii participă la joc. |                                                   |                   |  |  |  |  |
| 6 | „Look Into My Eds / Tag Yer Ed”                   | 8 februarie 1999  |  |  |  |  |
| Ed la lupte: Double D este ridiculizat din cauză că este slab, așa că Eddy decide să-l facă mai dur. Ed și Eddy îl supun pe Dublu D la un program de antrenament. Privește în ochii lui Ed: Double D primește în cutia poștală un manual de psihologie, cu o morișcă hipnotizatoare. Eddy decide să preia cu ajutorul ei controlul copiilor din Cul-de-sac. |                                                   |                   |  |  |  |  |
| 7 | „Dawn of the Eds / Virt-Ed-Go”                    | 15 februarie 1999 |  |  |  |  |
| Ed și roboții: Ed vrea să vadă cel mai nou film științifico-fantastic, Robot Rebel Ranch, dar este interzis copiilor sub 18 ani. Cei trei încearcă să se furișeze pe o bicicletă. Ed le povestește cum începe filmul, ceilalți doi ascultându-l. Nefiind atenți la drum, ajung la groapa de gunoi, unde imaginația lor o ia razna, având impresia că sunt pe o planetă extraterestră. Clubul Ed: Eddy scoate o monedă de 25 de cenți dintr-un canal cu ajutorul unei sfori la capătul căreia a pus o gumă mestecată. Moneda este furată de o pasăre, iar aceștia încearcă să construiască un club intr-un copac, Joe's Clubhouse, cu scopul de a percepe taxe de membru, făcându-i și reclamă prin împărțirea de pliante în cartier. Surorile Kanker le fură clubul, Ezii încearcă să-l recupereze aruncând în ele cu baloane cu apă, care nu s-au spart. Kankers le aruncă înapoi și îi udă leoarcă.                 |                                                   |                   |  |  |  |  |
| 8 | „Who, What, Where, Ed! / Keeping Up with the Eds” | 22 februarie 1999 |  |  |  |  |
| Cine, ce, unde, Ed!: Ezii sunt flămânzi, iar Eddy se pregătește să prepare o omletă. Ed sparge din greșeală toate ouăle. Merg la Rolf pentru a-i cere o găină. Acesta le dă un ou cerând în schimb rumeguș. Încercând să obțină mai ușor cât mai mult rumeguș, stabilesc o serie de schimburi cu ceilalți copii din cartier . Ține pasul cu Ed: Tatăl îi cere lui Dublu D să tundă iarba. Ed și Eddy vor să-l ajute, dar după ce Ed distruge peluza, Eddy folosește îngrășământul tatălui său, Montezuma's Free Range Manure, pentru ca iarba să crească instant, și se apucă să tundă iarba vecinilor pentru bani. |                                                   |                   |  |  |  |  |
| 9 | „Fool on the Ed / A Boy and His Ed”               | 1 martie 1999     |  |  |  |  |
| Ed cel păcălit: Eddy este maestrul farselor până apare un farsor misterios autointitulat „Maestrul Farselor” care păcălește toți copiii din cul-de-sac. Un Băiat Și Ed-ul Lui: Kevin le zice Ezilor că vrea să le dea ceva, dar Eddy nu-l crede și îl trimite să plimbe ursul. După ce află că Kevin chiar a vrut să le dea ceva, sfarmă-fălci, tatăl său lucrând într-o companie de dulciuri și păstrând multe în garaj, Ezii încearcă să devină prietenii lui Kevin pentru a pune mâna pe ele. |                                                   |                   |  |  |  |  |
| 10 | „Laugh Ed Laugh / It's Way Ed”                    | 8 martie 1999     |  |  |  |  |
| Râzi Ed, Râzi: Ezii au venit cu o scamatorie grozavă, dar toți copiii din cul-de-sac lipsesc. Ei merg să investigheze și află că orașul a fost cuprins de o epidemie de varicelă. Ezii sunt singurii care n-au contactat-o, iar Eddy înnebunește pentru că nu mai are pe cine păcăli. E Super, Ed: Copiii din cartier merg pe picioroange și le zic Ezilor că sunt ultima modă. Merg acasă și își fac propriile picioroange, dar copiii deja poartă pălării cu o minge legată cu o sfoară. Săturându-se să rămână în urmă, își creează propriul stil. Totuși, ceilalți copii sunt înaintea lor tot timpul. |                                                   |                   |  |  |  |  |
| 11 | „Eds-Aggerate / Oath to an Ed”                    | 15 martie 1999    |  |  |  |  |
| Eds-Aggerat: După ce o farsă sfârșește teribil, fotoliul lui Kevin fiind împușcat, Eddy minte și îi zice că „Băieții Mucky” au făcut-o. L-a convins pe Kevin, care împreună cu toți copiii din cartier pornește în căutarea Băieților Mucky. Jurământul Unui Ed: Ezii poartă haine noi, de-abia cumpărate de la magazin. Ed și Eddy le udă și se distrug. Pentru a face rost de haine noi se alătură organizației „Cercetașilor Urbani” cu scopul de a primi uniforme, dar Ed și Eddy încalcă toate cerințele probelor. |                                                   |                   |  |  |  |  |
| 12 | „A Glass of Warm Ed / Flea-Bitten Ed”             | 22 martie 1999    |  |  |  |  |
| Sticla Lui Ed Cel Fierbinte: O noapte liniștită în Cul-de-sac este întreruptă atunci când Dublu D își dă seama că Ed este un somnambul și mănâncă mâncarea tuturor copiilor din oraș în timp ce ei dorm. Ed mușcat de purici: Ezii își deschid o afacere de îngrijire și curăță animalele murdare ale lui Rolf. Totul merge bine până când se descoperă că Ed este alergic la iepuri. |                                                   |                   |  |  |  |  |
| 13 | „Button Yer Ed / Avast Ye Eds”                    | 29 martie 1999    |  |  |  |  |
| Ed fără glas: Ed distruge ușa de la intrare, iar o muscă intră în casă. Eddy încearcă s-o prindă dar ea ajunge în gâtul lui, pierzându-și vocea. Avansați Ezi: După ce farsa cu scrânciobul cu o roată de cauciuc dă greș, Ezii pornesc în croazieră și îi conving pe copii, în special pe Jimmy și Jonny, să se alăture. Totul merge bine până când surorile Kanker, deghizate ca pirate, le distrug croaziera (și îi pupă). |                                                   |                   |  |  |  |  |